# فياجيرو (رواية)
فياجيرو، بالإسبانية المسافر ، هي رواية باللغة الإنجليزية كتبها المؤلف الفلبيني فرانسيسكو سيونيل خوسيه عام 1993.  تدور الفكرة الأدبية للرواية حول البحث المستمر للشعب الفلبيني عن «العدالة الاجتماعية والنظام الأخلاقي».  